# Carta (comunicació)

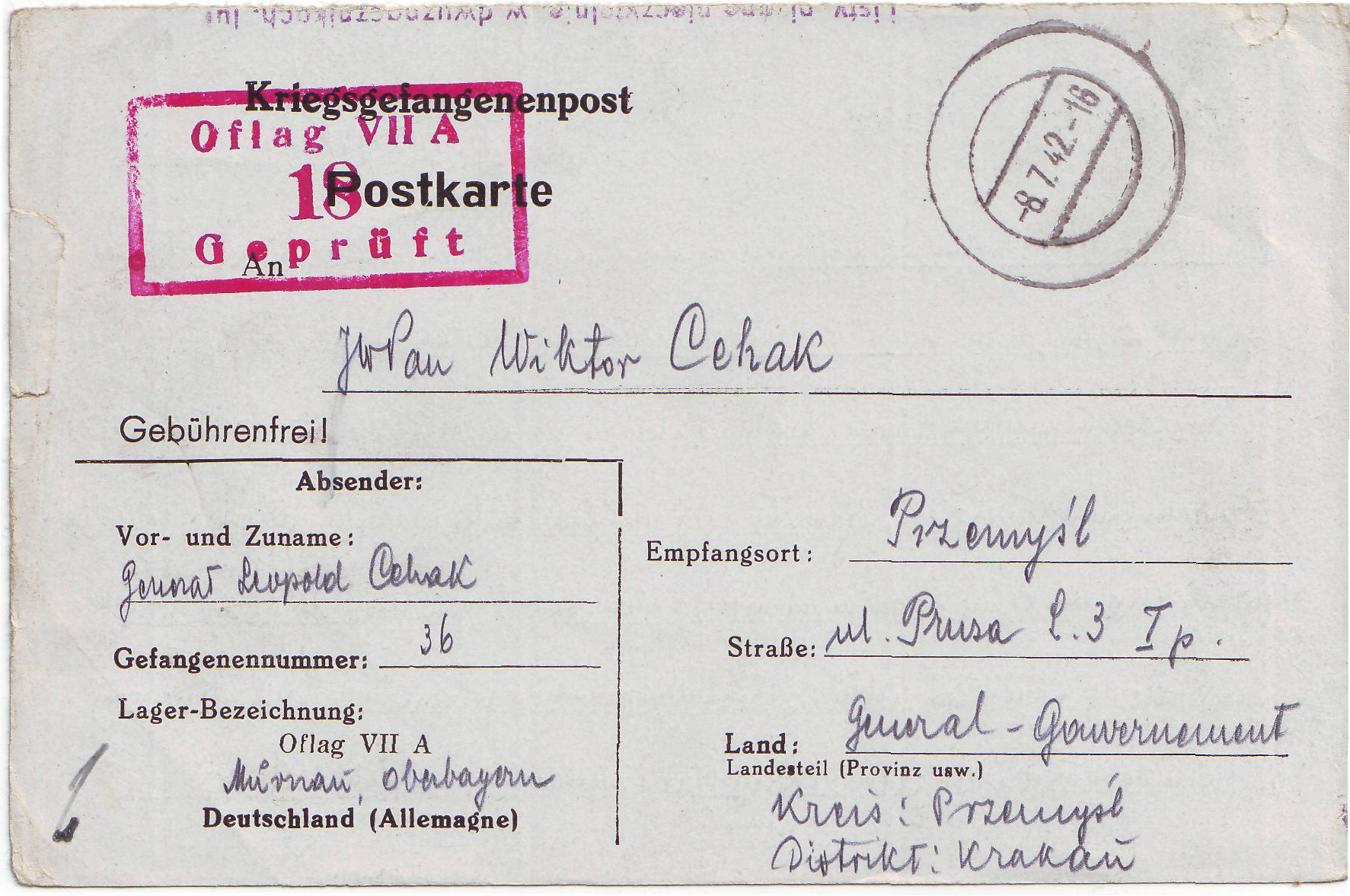
Carta del general Leopold Cehak per a Wiktor Cehak des d'Oflag VII-A Murnau del 8 de juliol de 1942.

La carta o lletra (registre comú), també en alguns casos missiva (registre més formal) o epístola (ús literari o religiós - dins el cristianisme) és una comunicació escrita de caràcter interpersonal i de contingut molt variat, segons si es tracten temes personals, comercials, administratius....
Històricament, la lletra consistia en un o més fulls de paper escrits, doblegats i ficats en un sobre que s'enviava per correu, mentre que avui també es pot enviar per fax o per correu electrònic, tot i que al passar la frontera cap al correu electrònic, ja no s'anomena carta o lletra, sinó que entrem en el camp del que anomenem missatge, missatge de correu electrònic o simplement un correu electrònic o correu-e, reservant-se el terme carta o lletra per missives en paper. El resultat d'un carteig entre dos o més redactors o remitents i destinataris, és a dir, el conjunt de cartes, impresos i altres trameses, és la correspondència. Tot i que el correu electrònic té un suport diferent, moltes de les regles, fórmules i estructures romanen igual que en una carta, especialment en missives formals.
La carta formal té unes característiques molt rigoroses, tant pel que fa a l'estructura com a la redacció de la informació.

## Estructura de la carta formal
1. Nom i adreça de l'emissor, redactor o remitent.
Aquestes dades són impreses en el paper a la capçalera de la carta quan es tracta d'un organisme oficial, una empresa...
2. Nom, càrrec, si escau, i adreça del destinatari
3. Referències i tema. Si hi ha codis de referència d'un document, una comanda, etc., es consignen després de la paraula "Referències:". També es pot consignar el tema de la lletra, després del mot "Tema:" que consistirà en un resum brevíssim del motiu de la lletra (en una sola línia).
4. Salutació.
Fórmula de cortesia adient al to de la relació que s'expressi en el cos de la carta.
5. Cos. La redacció ha de ser clara, rigorosa i concisa. Per a aconseguir-ho cal partir d'una organització lògica del text en què, per mitjà de paràgrafs breus i separats, es distingeixin els tres grans blocs d'informació: introducció, exposició i conclusió. Abans de començar a escriure cal seleccionar la informació i ordenar-la; és útil de servir-se dels marcadors textuals següents:
- Introducció:

en avinentesa de, en raó de de, a causa de, l'objectiu principal de, em proposo d'explicar, aquest escrit tracta de, em dirigeixo a vós per a...
- Exposició:

En primer lloc, d'una banda, per a començar, d'entrada...
En segon lloc, d'altra banda, respecte a, quant a, pel que fa a, tocant a, amb relació a...
En darrer lloc finalment, en fi, per a acabar...
- Conclusió:

Així, per tant, doncs, en conclusió, en conseqüència, és per això que...
6. Comiat.
7. Signatura.
Signatura a mà de qui escriu la carta, nom i cognoms i, si escau, s'hi nota el càrrec, normalment a sota del nom.
8. Data.
Localitat, i després d'una coma, la data.
9. Post scriptum (PS), anomenat també postdata (PD).
Paràgraf o línia d'informació complementària afegida al peu de la carta.

## Exemples de salutacions
La barra en els següents exemples vol dir que s'ha d'escollir entre les opcions. No s'ha de deixar la barra dins la carta. Si es vol usar dues fórmules, una de femenina i una de masculina, es poden separar simplement amb una coma.

### Exemples de salutacions informals
Algunes fórmules més adients a missives molt informals, com ara correus electrònics o missatges d'SMS
- Ei, Ep, Ou, etc (+ nom),
- Ei noi! / noia! / nena!
- Ei bonic / bonica, com anem? / com va?
- Ep, (+ nom), com va això?
- Bon dia company/a!

Fórmules més típiques d'una lletra personal o informal en paper
- Estimat / Estimada (+ nom),[24]
- Benvolgut / Benvolguda (+ nom),[24]

### Exemples de salutacions formals
- Benvolgut / Benvolguda o Car / Cara (amb nom propi o sense),
- Benvolgut / Benvolguda, us fem arribar les novetats de...
- Benvolgut amic / Benvolguda amiga[23]
- Benvolguts,
- Senyor / Senyora,[23]
- Benvolgut senyor / Benvolguda senyora (+ cognom, o sense),
- Benvolguts senyors,
- Estimats amics,
- Estimat senyor / Estimada senyora (+ cognom, o sense),
- Estimats senyors,
- Apreciat / Apreciada / Apreciats (client / clients, soci / socis, companys, etc.),
- Distingit senyor, / Distingida senyora, / Distingits senyors, (molt formal)[23]

#### Tractaments protocol·laris
Salutacions civils a membres del govern, etc. Tots aquests son d'usos específics dependent del cas concret. Vegeu les referències per a més detalls:
- Espectable Senyor / Espectable Senyora
- Excel·lentíssim Senyor, / Excel·lentíssima Senyora, (es reserva normalment per certs tractaments protocol·laris)
- Honorable Senyor/a..., (es reserva per certs tractaments protocol·laris, per membres del govern, etc.)
- Molt honorable Senyor / Senyora, (es reserva per certs tractaments protocol·laris, per membres del govern, etc.)

## Exemples de comiats

### Exemples de comiats informals (cartes personals)
- Amb afecte,
- Rep una abraçada ben forta,
- Abraçades,
- Una abraçada,
- Petons / Potons / Besets/ Besades,
- Un petó / potó / beset/ Una besada,
- Fins prompte, / Fins aviat,
- Au, a reveure, / a reveure'ns,
- Au, noi / noia, ja parlarem,
- Apa, ja ens veurem,
- Fins a una altra,
- Salut!
- Salut i força!, Salut i canya!
- Endavant les atxes!
- Adéu! / o 'déu!
- Continuem...
- Que tinguis un bon dia! / Bon dia tinguis!
- Que tingueu una molt bona primavera! / bon estiu! / bona tardor! / bon hivern! / bones festes!

### Exemples de comiats formals (cartes formals)
- Salutacions cordials,
- Cordialment,
- Atentament,
- Ben atentament,
- Molt cordialment,
- Molt atentament,
- Aprofito / Aprofite / Aprofit / Aprofiti l'avinentesa per a saludar-vos,
- Aprofito / Aprofite/ Aprofit / Aprofiti l'ocasió per saludar-vos atentament,
- En espera de la vostra resposta...
- Rebeu una cordial salutació.
- Aprofito aquesta avinentesa per a saludar-vos atentament.
- Us saludo amb respecte.
- Rebeu la consideració més distingida, (molt formal)
- Amb la salutació més distingida, (molt formal, gairebé no s'empra avui en dia)